# دشت‌خوان زیردم‌زرد
دشت‌خوان زیردم‌زرد (نام علمی: Eremomela flavicrissalis) نام یک گونه از سرده دشت‌خوان است.